# Masakra
Masakra — музичний альбом гурту Republika. Виданий 1998 року лейблом Pomaton EMI. Загальна тривалість композицій становить 41:12. Альбом відносять до напрямку рок.

## Список пісень
1. «Masakra» — 3:47
2. «Mamona» — 3:38
3. «Odchodząc» — 3:57
4. «13 cyfr» — 4:44
5. «Przeczekajmy noc» — 4:14
6. «Sado-maso piosenka» — 3:14
7. «Raz na milion lat» — 5:06
8. «Gramy dalej» — 3:40
9. «Strażnik snu» — 4:11
10. «Koniec czasów» — 4:41

## Учасники групи
- Ґреґ Цеховський — вокал, клавішні,
- Славомір Чісельський — барабани, вокал,
- Збігнєв Кживанський — акустична гітара, електрогітара, вокал
- Лешек Біолік — бас-гітара, вокал,